# Bertex - Ingresso libero
Bertex - Ingresso libero è il primo album live di Loredana Bertè, pubblicato dall'etichetta Fonopoli nel 1994.

## Descrizione
L'album è stato registrato durante i concerti tenutisi al Teatro Civico di Tortona, il 17 dicembre 1993 e al Teatro Smeraldo di Milano il 20 dicembre 1993.
L'album contiene anche due brani di studio registrati allo Studio Mobile Umbi di Modena: Amici non ne ho e Vaya con Dios, cantato in duetto con Renato Zero e già pubblicato l'anno precedente nell'album Ufficialmente dispersi. Il brano Stiamo come stiamo è cantato in duetto con Mia Martini.

## Tracce
1. Amici non ne ho - 3:41
2. Io, sì io - 4:41
3. E la luna bussò - 4:43
4. Il mare d'inverno - 5:15
5. La corda giusta - 3:42
6. Mi manchi - 5:04
7. Per i tuoi occhi - 4:19
8. Stiamo come stiamo (con Mia Martini) - 4:43
9. Non sono una signora - 5:19
10. Sei bellissima - 5:21
11. Dedicato - 5:36
12. La goccia - 10:46
13. Vaya con Dios (con Renato Zero) - 4:58

## Formazione
- Loredana Bertè: voce
- Luca Rustici: chitarra
- Mario Conte: tastiera
- Gaetano Diodato: basso
- Giancarlo Ippolito: batteria
- Walter Tesoriere: tastiera
- Giorgio Cocilovo: chitarra
- Fabio Pignatelli: programmazione
- Paolo Costa: basso
- Lele Melotti: batteria
- Pino Ciccarelli: sax
- Aida Cooper: cori